# Tarasca de Barcelona
La Tarasca de Barcelona o Cuca Fera és una peça de bestiari popular català pertanyent al Seguici Popular de la Ciutat de Barcelona. El personatge de la Tarasca s'estengué per tota Occitània, per les terres de la Corona d'Aragó i per la resta de la península amb formes ben diverses, des de les semblants al mite occità fins a les properes al clàssic drac. És una bèstia portada sempre per la colla de la Barceloneta. Té cap de felí humanitzat i cos de tortuga que té una doble funció: treu foc als correfocs i espectacles pirotècnics i llança aigua i caramels a les cercaviles i actes protocol·laris. La figura es pot visitar durant tot l'any a la Casa dels Entremesos, on és exposada amb gran part de la imatgeria festiva de la Ciutat Vella.

## Història
L'origen de la figura s'ha de cercar en una llegenda de la població provençal de Tarascó, que explica que hi havia una bèstia que vivia entre la boira i les aigües tèrboles dels aiguamolls i que tenia la població aterrida perquè es dedicava a devorar joves donzelles. Arran d'aquesta història, el personatge es va fer molt popular i es va estendre per tot Occitània i part de la Corona d'Aragó. En alguns llocs, hi ha arribat fins avui en forma d'element festiu.
La informació de la Tarasca com a peça de la imatgeria festiva barcelonina és incerta, sovint perquè s'ha confós amb uns altres elements del bestiari. De fet els escrivans castellans, que ignoraven el patrimoni festiu barceloní, tendien a anomenar tarasca qualsevol element del bestiari que els fos aliè.
A la dècada dels noranta del segle xx, aprofitant l'embranzida del projecte de recuperació de la imatgeria festiva de la Ciutat Vella, decidiren de crear la Tarasca a imatge de la figura que hi ha a Tarascó, amb una semblança considerable. Se’n responsabilitzà l'Associació de Geganters, Grallers i Bestiari de la Barceloneta, que encarregà la tasca de construir-la a Xavier Jansana. Estrenada el 1993, de seguida passà a formar part del Seguici Popular de Barcelona i li van compondre una dansa: el «Ball de la Tarasca».